# ژان پریه
ژان پریه (فرانسوی: Jean Périer‎; ۲ فوریهٔ ۱۸۶۹ – ۳ نوامبر ۱۹۵۴) هنرپیشه و خواننده اپرا اهل فرانسه از پدر و مادری بلژیکی بود.
از فیلم‌ها یا برنامه‌های تلویزیونی که وی در آن نقش داشته‌است می‌توان به درباره یک بازجویی و جبل طارق اشاره کرد.